# ميغيل برنارديو
ميغيل برنارديو (بالإسبانية: Miguel Bernardeau)‏ ممثل إسباني ولدُ في 12 ديسمبر 1996، يُعرف بدوره غوزمان في مسلسل النخبة من أنتاج نتفليكس.

## حياته
ولد في فالنسيا، إسبانيا وهو ابن الممثلة «آنا داتو» والمنتج «ميغيل أنخيل برنارديو»، درس الفنون المسرحية في الولايات المتحدة في كلية سانتا مونيكا والأكاديمية الأمريكية للفنون المسرحية.
في 18 أغسطس 2019، تم تأكيد ذلك عبر إنستغرام وهو يواعد المغنية أيتانا.

## روابط خارجية
- ميغيل برنارديو على موقع IMDb (الإنجليزية)
- ميغيل برنارديو على موقع ألو سيني (الفرنسية)
- ميغيل برنارديو على موقع قاعدة بيانات الفيلم (الإنجليزية)